# メチルホスホン酸ジメチル
メチルホスホン酸ジメチル（メチルホスホンさんジメチル、dimethyl methylphosphonate）は、分子式C3H9O3PまたはCH3PO(OCH3)2で表される有機リン化合物である。無色の液体であり、主に難燃剤として用いられる。

## 化学
亜リン酸トリメチルとハロメタン（ヨードメタン等）を用いたミカエリス・アルブーゾフ反応により製造が可能である。
化学兵器禁止条約におけるスケジュール2指定物質である。塩化チオニルと反応するとメチルホスホン酸ジクロリドが生成し、これはサリンやソマンなどの神経剤の原料に用いられる。この反応は種々のアミン類によって触媒される。神経ガス検出装置の校正用に、サリンの代替物質として用いることもできる。

## 用途
民間における主な用途は難燃剤である。その他の用途としては、ガソリンの過早着火防止剤、消泡剤、可塑剤、安定剤、柔軟剤、 帯電防止剤、溶媒への添加剤、低温下における作動液などがある。1987年時点での米国における年間生産量は91,000から910,000キログラムだった。有機合成においては触媒または試薬として用いられ、非常に反応性の高いイリドを生成する。
アムステルダムで発生したエル・アル航空1862便墜落事故では、他の化学物質と共に積荷に含まれていた190リットルのメチルホスホン酸ジメチルが放出される結果となった。